# Vichri vraždebnye
Vichri vraždebnye (Вихри враждебные) è un film del 1953 diretto da Michail Konstantinovič Kalatozov.